# Miguel Busquets
Miguel Busquéts Terrazas  (Santiago de Chile, 1920. október 15. – Santiago de Chile, 2002. december 24.) chilei labdarúgó-fedezet.